# Luis Felipe Laverde

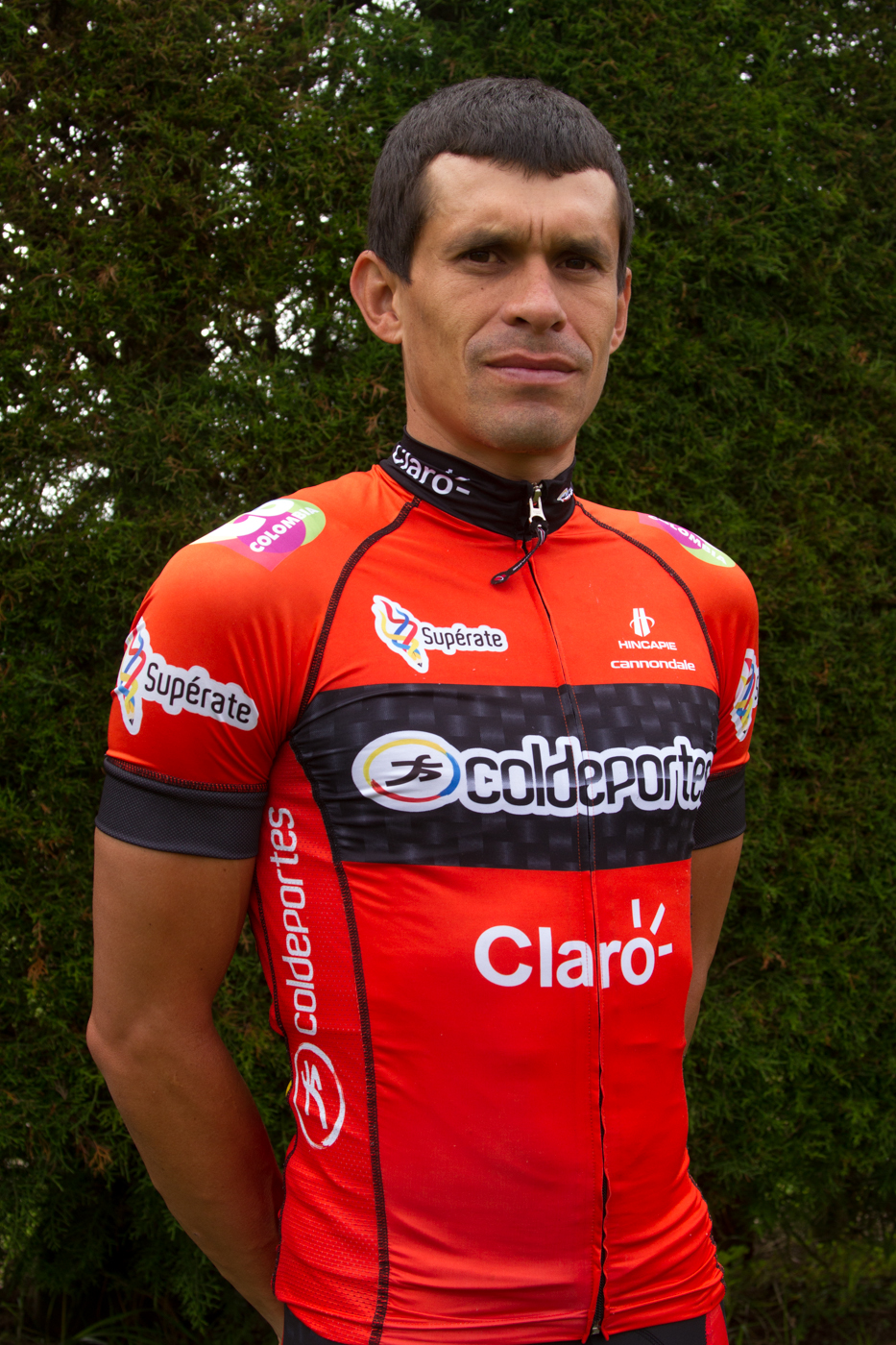
Luis Felipe Laverde (2013)

Luis Felipe Laverde Jimenez (* 6. Juli 1979 in Urrao) ist ein kolumbianischer Radrennfahrer.
Luis Felipe Laverde wurde 2001 panamerikanischer Meister im Straßenrennen (U23). Daraufhin bekam er einen Vertrag bei dem Radsport-Team Mobilvetta Design-Formaggi Trentini. Nach einem Jahr wechselte er zu Formaggi Pinzolo Fiavè. Dort gewann er eine Etappe der Lombardischen Woche. Von 2005 bis 2008 fuhr Laverde für das italienische Professional Continental Team Ceramiche Panaria-Navigare. Beim Giro d’Italia feierte er die wohl größten Erfolge seiner Karriere. 2006 gewann er die 14. Etappe nach Domodossola im Sprint gegen Francisco Pérez, 2007 siegte er auf der Etappe nach Spoleto.

## Erfolge
1998
- Zentralamerika- und Karibikspiele – Mannschaftsverfolgung

2001
- Panamerikanische Meisterschaften – Straßenrennen (U23)
- Vuelta a Colombia (U23)

2003
- eine Etappe Settimana Ciclistica Lombarda

2006
- eine Etappe Giro d’Italia

2007
- eine Etappe Giro d’Italia
- Gran Premio Nobili Rubinetterie

2010
- eine Etappe Vuelta a Colombia

2011
- Panamerikanische Meisterschaften – Straßenrennen

2015
- eine Etappe Vuelta a Colombia

## Teams
- 2002 Mobilvetta Design-Formaggi Trentini
- 2003 Formaggi Pinzolo Fiavè-Ciarrocchi Immobiliare
- 2004 Formaggi Pinzolo Fiavè
- 2005 Ceramiche Panaria-Navigare
- 2006 Ceramiche Panaria-Navigare
- 2007 Ceramiche Panaria-Navigare
- 2008 CSF Group-Navigare (bis 01.09.)
- 2009 Colombia es Pasion Coldeportes
- 2010 Café de Colombia-Colombia es Pasión
- 2011 Colombia es Pasión-Café de Colombia
- 2012 Colombia-Coldeportes
- 2013 Colombia Coldeportes
- 2014 Colombia-Claro
- 2015 Coldeportes-Claro

## Grand-Tour-Platzierungen
| Grand Tour            | 2002 | 2003 | 2004 | 2005 | 2006 | 2007 | 2008 |
| --------------------- | ---- | ---- | ---- | ---- | ---- | ---- | ---- |
| Giro d’ItaliaGiro     | 31   | 30   | 15   | 44   | 49   | 36   | 24   |
| Tour de FranceTour    | –    | –    | –    | –    | –    | –    | –    |
| Vuelta a EspañaVuelta | –    | –    | –    | –    | –    | –    | –    |